# Saint-Quentin-sur-Charente

Saint-Quentin-sur-Charente este o comună în departamentul Charente, Franța. În 1 ianuarie 2022 avea o populație de 202 de locuitori.